# Tōon
Tōon (東温市 Tōon-shi?) es una ciudad localizada en la prefectura de Ehime, Japón. En octubre de 2019 tenía una población estimada de 34.286 habitantes y una densidad de población de 162 personas por km². Su área total es de 211,30 km².

## Características
Se formó el 21 de septiembre de 2004 por la fusión de los pueblos de Shigenobu y Kawauchi. El nombre de Toon es una denominación que se vino utilizando desde hace ya varios siglos y no es producto de los debates previos a la fusión. La región con este nombre abarcaba casi la mitad norte de la Ciudad de Matsuyama, la mitad de lo que fue la Ciudad de Hojo y el Pueblo de Nakajima, y que hacía referencia a la zona este del ya desaparecido Distrito de Onsen (que toma su nombre del Onsen de Dogo, a pesar de que no se encuentra en la Ciudad de Toon).
Limita con las ciudades de Matsuyama, Imabari y Saijo; y el Pueblo de Kumakogen. 
Viene registrando un incremento de su población como ciudad dormitorio de la Ciudad de Matsuyama. Especialmente en lo que fue el Pueblo de Shigenobu, donde los habitantes originales y los que se mudaron a ella, conviven en una proporción de uno a uno.
Se encuentra en el extremo oriental de la Llanura de Dogo, hacia el este está separada de la Ciudad de Saijo por el Paso de Sakurasanri (桜三里峠 Sakurasanri-tōge?), hacia el sur la zona montañosa de Saragamine (皿ヶ嶺?) la separa del Pueblo de Kumakogen y hacia el norte el área montañosa de Takanawa la separa de la Ciudad de Imabari, aunque no hay pasos que la comuniquen en forma directa.
La ciudad es atravesada por el Río Shigenobu y cuenta con dos importantes onsen: el Onsen de Kawauchi y el Onsen de Minara.

## Historia
- 1955: el 25 de abril se fusionan las villas de Kawakami (川上村 Kawakami-mura?) y Miuchi (三内村 Miuchi-mura?), formando la Villa de Kawauchi (川内村 Kawauchi-mura?).
- 1956: el 1° de septiembre se fusionan las villas de Kitayoshii (北吉井村 Kitayoshii-mura?), Minamiyoshii (南吉井村 Minamiyoshii-mura?) y Haishi (拝志村 Haishi-mura?), formando el Pueblo de Shigenobu.
- 1956: el 1° de septiembre se fusionan la Villa de Kawauchi y una parte de la Villa de Nakagawa (中川村 Nakagawa-mura?) del Distrito de Shuso, formando el Pueblo de Kawauchi.
- 2004: el 21 de septiembre se fusionan los pueblos de Shigenobu y Kawauchi, formando la nueva Ciudad de Toon.

También existía la posibilidad de pasar a formar parte de la Ciudad de Matsuyama, pero como se basaba en una absorción de parte de esta y debido a que la superficie de la nueva ciudad sería demasiado extensa, nunca se avanzó hacia esa posibilidad.
Ambos pueblos se encontraban separados por el Río Shigenobu y sus áreas urbanas estaban integradas, por lo que había cierta unidad. Dado que la población de Shigenobu doblaba a la de Kawauchi, las deliberaciones estaban fuertemente influenciadas por la primera. También una razón para la fusión fue la posibilidad de adquirir la categoría de ciudad, ya que con la fusión iban a superar los 30.000 habitantes.
El edificio del ayuntamiento del Pueblo de Shigenobu fue construida en la época en la que las fusiones eran un tema de Estado. Tenía mucha capacidad y dada la funcionalidad que implicaba el moderno edificio, fue seleccionada como el ayuntamiento para la nueva Ciudad de Toon.

## Gobierno
El primer shicho (市長 shichō?) electo fue Isao Takasuka (高須賀　功 Takasuka Isao?).
El ayuntamiento de la Ciudad de Toon ocupa el edificio de lo que fue el ayuntamiento del Pueblo de Shigenobu.

## Accesos

### Autopista
- Autovía de Matsuyama
  - Intercambiador Kawauchi

### Rutas
- Ruta Nacional 11
- Ruta Nacional 494 (comparte la mayor parte de su trayecto por la ciudad con la Ruta Nacional 11).

### Ferrocarril
- Línea Yokogawara

La Ciudad de Toon está comunicada con la Ciudad de Matsuyama por medio de la Línea Yokogawara (横河原線 Yokogawara-sen?) del Ferrocarril Iyo. Cuenta con las estaciones de Ushibuchidanchimae (牛渕団地前駅 Ushibuchidanchimae-eki?), Ushibuchi (牛渕駅 Ushibuchi-eki?), Tanokubo (田窪駅 Tanokubo-eki?), Minara (見奈良駅 Minara-eki?), Aidai Igaku-bu Minamiguchi (愛大医学部南口駅 Aidai Igaku-bu Minamiguchi-eki?) y Yokogawara (横河原駅 Yokogawara-eki?). 